# Jürgen Barth (Rennfahrer)

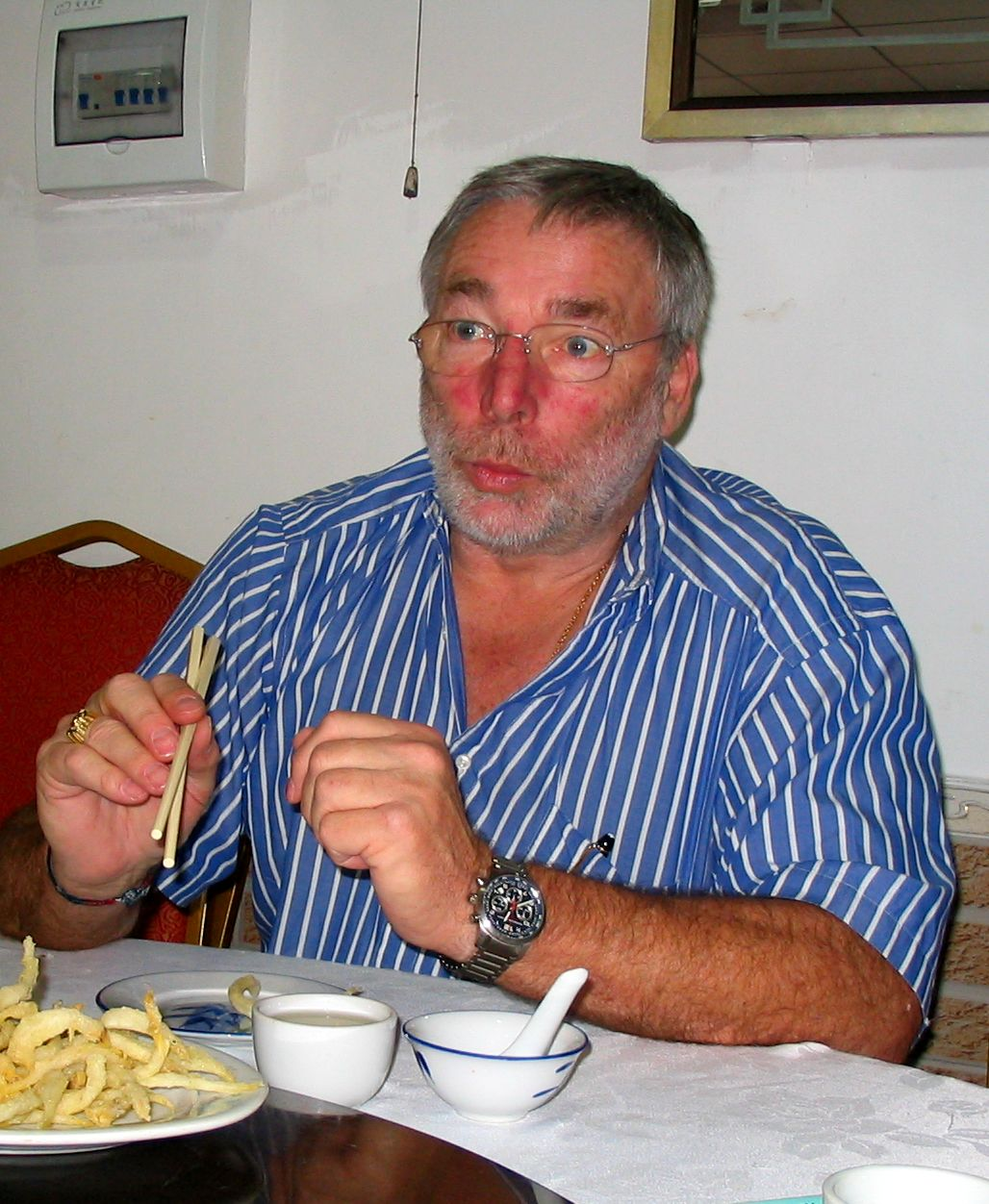
Jürgen Barth 2010

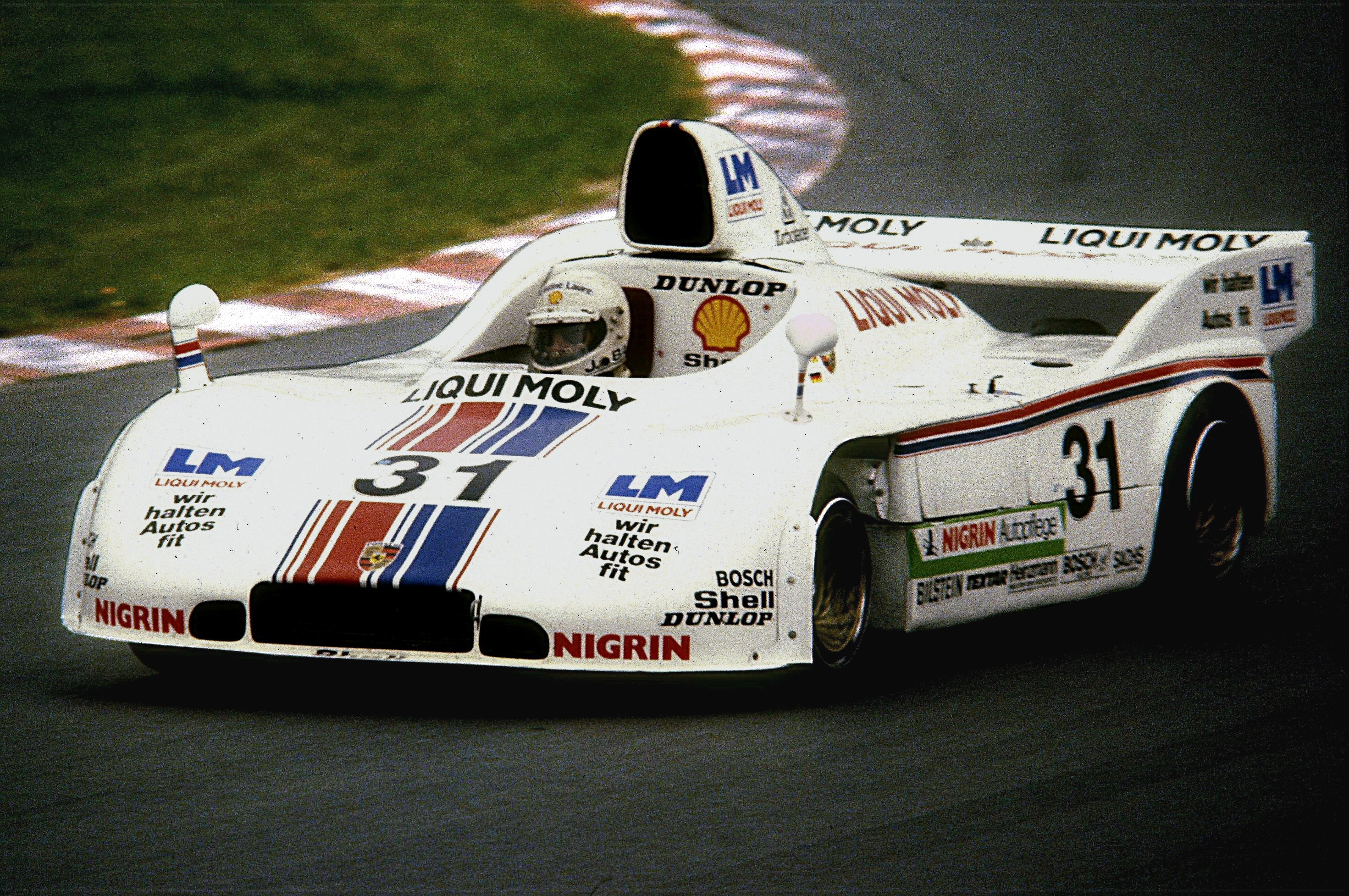
Jürgen Barth 1980 im Porsche 908.3 Turbo auf dem Nürburgring

Jürgen Barth (* 10. Dezember 1947 in Thum) ist ein ehemaliger deutscher Automobilrennfahrer.

## Karriere
Jürgen Barth ist der Sohn des deutschen Rennfahrers Edgar Barth. Die ersten Jahre lebte er mit seinen Eltern in der DDR, bis seinem Vater nach dem Klassensieg auf einem Porsche 550 beim 1000-km-Rennen auf dem Nürburgring 1957 vom Allgemeinen Deutschen Motorsport Verband (ADMV) in Ostberlin die Lizenz entzogen wurde. Edgar Barth blieb daraufhin in Westdeutschland, und seine Frau Gerda floh am 30. November 1957 mit dem Sohn von Ost- nach Westberlin. Durch seinen Vater kam Jürgen Barth früh zu Porsche und absolvierte in dem Unternehmen eine Ausbildung sowohl zum Kraftfahrzeughandwerker als auch zum Industriekaufmann.
In den 1970er- und 1980er-Jahren war Jürgen Barth einer der weltbesten Sportwagenpiloten. In dieser Zeit fuhr er zudem zahlreiche Rallyeeinsätze zusammen mit dem Porsche-Entwicklungs- und Renningenieur Roland Kussmaul. Während seiner gesamten Karriere war er mit der Marke Porsche eng verbunden. Er fuhr bei seinen Renneinsätzen fast ausschließlich Fahrzeuge aus dem Hause Porsche, stand dem Unternehmen auch als Testfahrer der Straßenfahrzeuge und späterer Rennleiter für dessen Automobilsport-Werkseinsätze zur Verfügung. Seine größten Erfolge feierte er bei Langstreckenrennen, u. a. gewann er 1977 die 24 Stunden von Le Mans (gemeinsam mit Jacky Ickx und Hurley Haywood im Werks-Porsche 936/77) und 1980 zusammen mit Rolf Stommelen das 1000-km-Rennen auf dem Nürburgring. Auf der Nordschleife des Nürburgrings fuhren die beiden Deutschen einen Porsche 908/3.
Sein erstes Rennen fuhr Barth 1969 am Hockenheimring, wo er bei einem nationalen GT-Rennen am Start war und dieses als Sechster beendete. Seinen ersten Sieg feierte er 1972 in Diepholz. Zusammen mit den beiden Franzosen Stéphane Ratel und Patrick Peter gründete Barth 1994 die BPR-Rennserie (BPR für Barth, Peter, Ratel) für GT- respektive Grand-Tourismo-Rennwagen, aus der 1997 die FIA-GT-Meisterschaft hervorging. Seit 2007 organisiert Barth gemeinsam mit dem ADAC das ADAC GT Masters, eine Rennserie für Sportwagen, die nach dem FIA-GT3-Reglement ausgetragen wird.
Jürgen Barth verfasste gemeinsam mit Koautor Gustav Büsing das dreibändige Nachschlagwerk „Das neue große Buch der Porschetypen“ (2005, ISBN 3613024381; die Erstauflage von Lothar Boschen und Jürgen Barth erschien bereits im Jahre 1977) und zusammen mit Patrick Albinet und Bernhard Weigel das Buch „Porsche 904“ (ISBN 3898801152). Auch nach seiner aktiven Zeit als Rennfahrer war er noch weiterhin gelegentlich als Rennleiter tätig.

## Statistik

### Le-Mans-Ergebnisse
| Jahr | Team                        | Fahrzeug            | Teamkollege     | Teamkollege     | Platzierung             | Ausfallgrund    |
| ---- | --------------------------- | ------------------- | --------------- | --------------- | ----------------------- | --------------- |
| 1971 | René Mazzia                 | Porsche 911S        | René Mazzia     |                 | Rang 8                  |                 |
| 1972 | Louis Mezanarie             | Porsche 911S        | Sylvain Garant  | Michael Keyser  | Rang 13 und Klassensieg |                 |
| 1973 | Gelo Racing Team            | Porsche Carrera RSR | Georg Loos      |                 | Rang 10                 |                 |
| 1974 | Polifac Gelo Racing Team    | Porsche Carrera RSR | Franz Pesch     |                 | Ausfall                 | Motorschaden    |
| 1975 | Joest Racing Ovoro          | Porsche 908/03      | Reinhold Joest  | Mario Casoni    | Rang 4                  |                 |
| 1976 | Martini Racing Joest        | Porsche 936 Spider  | Reinhold Joest  |                 | Ausfall                 | Motorschaden    |
| 1977 | Martini Racing              | Porsche 936/77      | Jacky Ickx      | Hurley Haywood  | Gesamtsieg              |                 |
| 1978 | Martini Racing              | Porsche 936/78      | Jacky Ickx      | Bob Wollek      | Rang 2 und Klassensieg  |                 |
| 1979 | Essex Motorsport Porsche AG | Porsche 936         | Jacky Ickx      | Brian Redman    | Ausfall                 | Disqualifiziert |
| 1980 | Porsche System Engineering  | Porsche 924 Carrera | Manfred Schurti |                 | Rang 6                  |                 |
| 1981 | Porsche System Engineering  | Porsche 944LM       | Walter Röhrl    |                 | Rang 7 und Klassensieg  |                 |
| 1982 | Rothmans Porsche AG         | Porsche 956         | Al Holbert      | Hurley Haywood  | Rang 3                  |                 |
| 1993 | Monaco Media International  | Porsche Carrera RSR | Joël Gouhier    | Dominique Dupuy | Rang 15 und Klassensieg |                 |

### Sebring-Ergebnisse
| Jahr | Team                | Fahrzeug            | Teamkollege    | Teamkollege | Platzierung | Ausfallgrund |
| ---- | ------------------- | ------------------- | -------------- | ----------- | ----------- | ------------ |
| 1972 | Toad Hall Racing    | Porsche 911S        | Michael Keyser |             | Ausfall     | Motorschaden |
| 1982 | Herman-Miller P. A. | Porsche 924 Carrera | Paul Miller    | Pat Bedard  | Ausfall     | Motorschaden |

### Einzelergebnisse in der Sportwagen-Weltmeisterschaft
| Saison | Team                                                               | Rennwagen                                               | 1   | 2   | 3   | 4   | 5   | 6   | 7   | 8   | 9   | 10  | 11  | 12  | 13  | 14  | 15  | 16  | 17  |
| ------ | ------------------------------------------------------------------ | ------------------------------------------------------- | --- | --- | --- | --- | --- | --- | --- | --- | --- | --- | --- | --- | --- | --- | --- | --- | --- |
| 1971   | Aake Andersson René Mazzia Joseph Greger                           | Porsche 911                                             | BUA | DAY | SEB | BRH | MON | SPA | TAR | NÜR | LEM | ZEL | WAT |     |     |     |     |     |     |
| 1971   | Aake Andersson René Mazzia Joseph Greger                           | Porsche 911                                             |     |     |     |     |     |     |     | DNF | 8   | DNF |     |     |     |     |     |     |     |
| 1972   | Hall Racing Porsche Club Romand Louis Mezanarie Willi Nolte        | Porsche 911                                             | BUA | DAY | SEB | BRH | MON | SPA | TAR | NÜR | LEM | ZEL | WAT |     |     |     |     |     |     |
| 1972   | Hall Racing Porsche Club Romand Louis Mezanarie Willi Nolte        | Porsche 911                                             |     |     | DNF |     |     |     | 10  | 13  | 13  | DNF |     |     |     |     |     |     |     |
| 1973   | Gelo Racing                                                        | Porsche 911 Porsche 911 Carrera RSR                     | DAY | VAL | DIJ | MON | SPA | TAR | NÜR | LEM | ZEL | WAT |     |     |     |     |     |     |     |
| 1973   | Gelo Racing                                                        | Porsche 911 Porsche 911 Carrera RSR                     |     |     |     |     |     |     | 13  | 10  |     |     |     |     |     |     |     |     |     |
| 1974   | Gelo Racing Joest Racing                                           | Porsche Carrera RSR Porsche 908                         | MON | SPA | NÜR | IMO | LEM | ZEL | WAT | LEC | BRH | KYA |     |     |     |     |     |     |     |
| 1974   | Gelo Racing Joest Racing                                           | Porsche Carrera RSR Porsche 908                         |     | 4   | 12  | DNF | DNF | 12  |     | 9   | 6   | DNF |     |     |     |     |     |     |     |
| 1975   | Joest Racing Scuderia Brescia                                      | Porsche 908                                             | DAY | MUG | DIJ | MON | SPA | PER | NÜR | ZEL | WAT |     |     |     |     |     |     |     |     |
| 1975   | Joest Racing Scuderia Brescia                                      | Porsche 908                                             |     | 8   | DNF | 5   | 7   | DNF | 5   | 4   | DNF |     |     |     |     |     |     |     |     |
| 1976   | Joest Racing Joseph Brambring Scott Racing Kremer Racing           | Porsche Carrera RSR Porsche 908 VW Scirocco Porsche 934 | MUG | VAL | NÜR | MON | SIL | IMO | NÜR | ZEL | PER | WAT | MOS | DIJ | DIJ | SAL |     |     |     |
| 1976   | Joest Racing Joseph Brambring Scott Racing Kremer Racing           | Porsche Carrera RSR Porsche 908 VW Scirocco Porsche 934 | 4   |     |     | 3   |     | 3   | 8   |     | 5   | DNF |     | 8   | 4   | 4   |     |     |     |
| 1977   | Porsche Max Moritz                                                 | Porsche 935 Porsche 934                                 | DAY | MUG | DIJ | MON | SIL | NÜR | VAL | PER | WAT | EST | LEC | MOS | IMO | SAL | BRH | HOK | VAL |
| 1977   | Porsche Max Moritz                                                 | Porsche 935 Porsche 934                                 |     | DNF |     |     |     | 13  |     |     |     |     |     |     |     |     |     | DNF |     |
| 1978   | Joest Racing Porsche                                               | Porsche 935 Porsche 936                                 | DAY | SEB | MUG | TAL | DIJ | SIL | NÜR | LEM | MIS | DAY | WAT | VAL | ROD |     |     |     |     |
| 1978   | Joest Racing Porsche                                               | Porsche 935 Porsche 936                                 |     |     |     |     |     |     | 5   | 2   |     |     |     |     |     |     |     |     |     |
| 1979   | Whittington Brothers Porsche                                       | Porsche 935 Porsche 936                                 | DAY | SEB | MUG | TAL | DIJ | RIV | SIL | NÜR | LEM | PER | DAY | WAT | SPA | BRH | ROA | VAL | ELS |
| 1979   | Whittington Brothers Porsche                                       | Porsche 935 Porsche 936                                 | 4   |     |     |     |     |     |     |     | DNF |     |     |     |     |     |     |     |     |
| 1980   | Siegfried Brunn Joest Racing Porsche Atlanta Racing Barbour Racing | Porsche 908 Porsche 935 Porsche 924 Buick Skyhawk       | DAY | BRH | SEB | MUG | MON | RIV | SIL | NÜR | LEM | DAY | WAT | SPA | MOS | ROA | VAL | DIJ |     |
| 1980   | Siegfried Brunn Joest Racing Porsche Atlanta Racing Barbour Racing | Porsche 908 Porsche 935 Porsche 924 Buick Skyhawk       |     |     |     | DNF | 2   |     | 2   | 1   | 6   | 24  | 5   |     |     |     | 7   | 1   |     |
| 1981   | Bayside Racing Christian Bussi Joest Racing Porsche                | Porsche 935 Porsche 908 Porsche 944                     | DAY | SEB | MUG | MON | RIV | SIL | NÜR | LEM | PER | DAY | WAT | SPA | MOS | ROA | BRH |     |     |
| 1981   | Bayside Racing Christian Bussi Joest Racing Porsche                | Porsche 935 Porsche 908 Porsche 944                     | DNF |     |     | DNF |     |     | 6   | 7   |     |     |     |     |     |     |     |     |     |
| 1982   | Porsche                                                            | Porsche 956                                             | MON | SIL | NÜR | LEM | SPA | MUG | FUJ | BRH |     |     |     |     |     |     |     |     |     |
| 1982   | Porsche                                                            | Porsche 956                                             | 3   |     |     |     |     |     |     |     |     |     |     |     |     |     |     |     |     |
| 1983   | Obermaier Racing                                                   | Porsche 956                                             | MON | SIL | NÜR | LEM | SPA | FUJ | KYA |     |     |     |     |     |     |     |     |     |     |
| 1983   | Obermaier Racing                                                   | Porsche 956                                             | 4   |     |     |     |     |     |     |     |     |     |     |     |     |     |     |     |     |
| 1988   | Joest Racing                                                       | Porsche 962                                             | JER | JAR | MON | SIL | LEM | BRÜ | BRH | NÜR | SPA | FUJ | SAN |     |     |     |     |     |     |
| 1988   | Joest Racing                                                       | Porsche 962                                             |     |     | 6   |     |     |     |     |     |     |     |     |     |     |     |     |     |     |
| 1989   | Team Davy                                                          | Porsche 962                                             | SUZ | DIJ | JAR | BRH | NÜR | DON | SPA | MEX |     |     |     |     |     |     |     |     |     |
| 1989   | Team Davy                                                          | Porsche 962                                             | 22  |     |     |     |     |     |     |     |     |     |     |     |     |     |     |     |     |
| 1990   | Kremer Racing                                                      | Porsche 962                                             | SUZ | MON | SIL | SPA | DIJ | NÜR | DON | MOT | MEX |     |     |     |     |     |     |     |     |
| 1990   | Kremer Racing                                                      | Porsche 962                                             |     | 18  |     |     |     |     |     |     |     |     |     |     |     |     |     |     |     |